# NUDT16L1
NUDT16L1 (англ. Nudix hydrolase 16 like 1) – білок, який кодується однойменним геном, розташованим у людей на 16-й хромосомі. Довжина поліпептидного ланцюга білка становить 211 амінокислот, а молекулярна маса — 23 338.
| 10         |  | 20         |  | 30         |  | 40         |  | 50         |
| ---------- |  | ---------- |  | ---------- |  | ---------- |  | ---------- |
| MSTAAVPELK |  | QISRVEAMRL |  | GPGWSHSCHA |  | MLYAANPGQL |  | FGRIPMRFSV |
| LMQMRFDGLL |  | GFPGGFVDRR |  | FWSLEDGLNR |  | VLGLGLGCLR |  | LTEADYLSSH |
| LTEGPHRVVA |  | HLYARQLTLE |  | QLHAVEISAV |  | HSRDHGLEVL |  | GLVRVPLYTQ |
| KDRVGGFPNF |  | LSNAFVSTAK |  | CQLLFALKVL |  | NMMPEEKLVE |  | ALAAATEKQK |
| KALEKLLPAS |  | S          |  |            |  |            |  |            |

A: Аланін

C: Цистеїн

D: Аспарагінова кислота

E: Глутамінова кислота

F: Фенілаланін

G: Гліцин

H: Гістидин

I: Ізолейцин

K: Лізин

L: Лейцин

M: Метіонін

N: Аспарагін

P: Пролін

Q: Глутамін

R: Аргінін

S: Серин

T: Треонін

V: Валін

W: Триптофан

Задіяний у такому біологічному процесі, як альтернативний сплайсинг. 
Білок має сайт для зв'язування з РНК. 
Локалізований у ядрі.